# Asociación de Mexicanos en Singapur
Asociación de Mexicanos en Singapur (MEXASING) es una organización sin fines de lucro con sede en Singapur. 

## Historia
Fue creada y registrada en 2010 para dar apoyo a la comunidad mexicana residente. Se encargan de organizar  eventos para fortalecer los lazos, promover la cultura, los negocios y las tradiciones mexicanas.
Es una de las asociaciones de comunidades extranjeras singapurenses más activas y destacadas, y una aliada fundamental de la Embajada de México en Singapur.
Se calcula que existe una diáspora  de mexicanos de en más de 283 en 2010, 809 en 2020 y 1400 personas en 2023.
Fueron sus directoras, la fundadora Lady Kyra Baéz Chetirkin de 2011 a 2013, Dalina Rodríguez de 2013 a 2014 interina; Lídia Riveros de 2014 a 2016, Liliana Garza de 2016 a 2018, Azul Aguilar de 2018 a 2021, Nancy Rodea de 2021 a 2022 y Frida Carillo de 2022 a 2023.
Su actual directora es la chef y activista mexicana Adriana Reyes Oropeza.